# 狼川トンネル

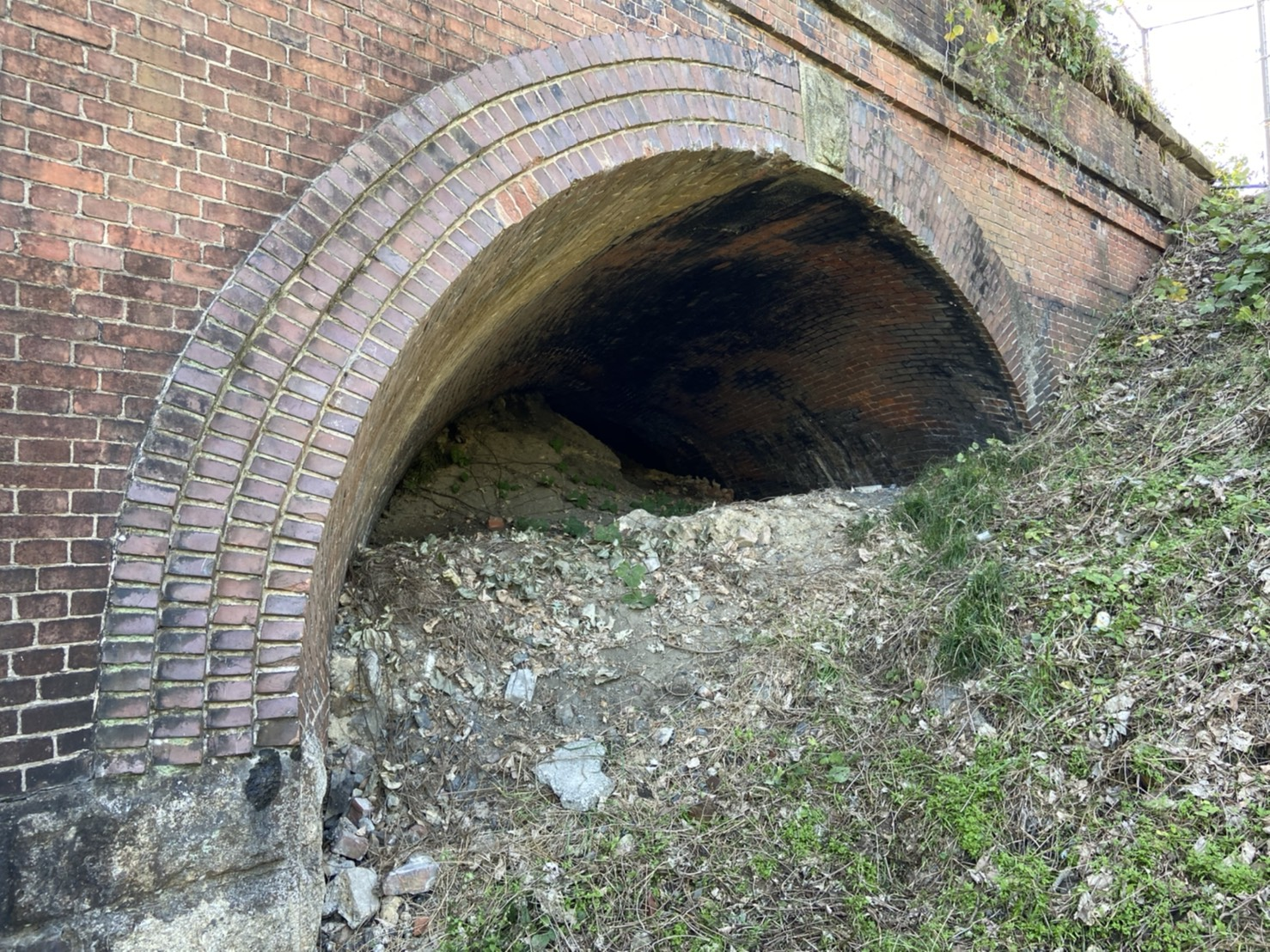
狼川トンネル

狼川トンネル（おおかみがわトンネル）は滋賀県草津市南笠東に位置し、ねじりまんぽの構造物である。

## 概要
開業は1889年。全国に26個現存する、ねじりまんぽのうちの一つ。狼川トンネルは坑口だけがねじれている。当時、天井川であった狼川の下に掘られた。上り、下りともに撤去され、現在は坑口のみ残っている。

## ねじりまんぽ
正式名称は斜拱渠と呼ばれ、アーチ部を斜めにねじって積まれる構造。コンクリートによる構造物が発達する大正時代以降の構造物には見られない。

## その他のねじりまんぽの建造物
- 車場川拱渠
- 甲中吹拱渠
- 甲大門西拱渠
- 小田原川拱渠
- 眼鏡橋
- 市三宅田川拱渠
- 兵田川拱渠
- 篠津川拱渠
- 馬場丁川拱渠
- 円妙寺架道橋
- 奥田端拱渠
- 門ノ前拱渠
- 安井拱渠
- 東皿池拱渠
- 鳥谷川拱渠
- 第248号拱渠
- 第272号拱渠
- 第130号拱渠
- 第91号拱渠
- 東除川暗渠
- 名称なし　京都府内
- 欅坂拱渠
- 折尾高架橋

## 周辺施設
- 南笠公民館
- 黒土遺跡